# Lina Hagelbäck
Lina Teresa Hagelbäck, född 26 maj 1971 i Kviinge församling i Kristianstads län, är en svensk författare och litteraturkritiker. 
Hennes prosalyriska debut Violencia (2013) nominerades till Borås Tidnings debutantpris 2014.
Hon är dotter till filmregissören och poeten Jösta Hagelbäck och konstnären Christina Isinger Carlgren.

## Utmärkelser
- Samfundet De Nios Julpris (2018)
- Kallebergerstipendiet (2019)[5]
- Stipendiefonden Albert Bonniers 100-årsminne [6](2021)